# منتخب بابوا غينيا الجديدة لدوري الرغبي
منتخب بابوا غينيا الجديدة الوطني لدوري الرغبي (بالإنجليزية: Papua New Guinea national rugby league team)‏ هو ممثل بابوا غينيا الجديدة الرسمي في المنافسات الدولية في دوري الرغبي .